# Beşiktaş Jimnastik Kulübü 2019-2020 (pallavolo femminile)
Questa voce raccoglie le informazioni riguardanti il Beşiktaş Jimnastik Kulübü nelle competizioni ufficiali della stagione 2019-2020.

## Organigramma societario
Area direttiva
- Presidente: Yıldırım Demirören

Area tecnica
- Allenatore: Kamil Söz
- Allenatore in seconda: Ebru Algür
- Assistente allenatore: Burçin Kundak
- Scoutman: Sefa Gökburun

## Rosa
| N° | Nome               | Ruolo | Data di nascita   | Nazionalità sportiva |
| -- | ------------------ | ----- | ----------------- | -------------------- |
| 1  | Doğa Topçiçek      | C     | 28 maggio 2001    | Turchia              |
| 2  | Merve Dalbeler     | L     | 27 giugno 1987    | Turchia              |
| 2  | Ece Uçarı          | O     | -                 | Turchia              |
| 3  | Zuhal Çetin        | S     | -                 | Turchia              |
| 4  | Arelya Karasoy     | P     | 14 dicembre 1996  | Turchia              |
| 5  | Mislina Kılıç      | S     | 30 marzo 1996     | Turchia              |
| 5  | Aleyna Fırat       | L     | -                 | Turchia              |
| 6  | Tuğçe Ersan        | L     | 17 ottobre 1999   | Turchia              |
| 7  | Fatma Beyaz        | C     | 16 aprile 1995    | Turchia              |
| 7  | Kardelen Karabiyik | C     | -                 | Turchia              |
| 8  | Göknur Silen       | P     | 4 aprile 2000     | Turchia              |
| 9  | Dilara Bilge       | O     | 20 agosto 1990    | Turchia              |
| 10 | Fulden Ural        | S     | 3 gennaio 1991    | Turchia              |
| 10 | Mina Özgel         | S     | -                 | Turchia              |
| 11 | Su Zent            | C     | 25 marzo 1996     | Turchia              |
| 11 | Gökçe Akkaya       | L     | 14 novembre 2002  | Turchia              |
| 12 | Ece Erol           | O     | 9 aprile 2001     | Turchia              |
| 13 | Büşra Cansu        | C     | 16 luglio 1990    | Turchia              |
| 13 | Lal Akin           | C     | 4 settembre 2005  | Turchia              |
| 14 | Zeynep Batmaz      | P     | -                 | Turchia              |
| 15 | İrem Çor           | P     | 21 settembre 1996 | Turchia              |
| 15 | Şevval Burnazlar   | S     | -                 | Turchia              |
| 17 | Ceyda Aktaş        | S     | 18 agosto 1994    | Turchia              |
| 18 | Bengisu Aygün      | C     | 25 novembre 2004  | Turchia              |
| 19 | Elif Teksoy        | P     | 2 aprile 2003     | Turchia              |
| 20 | Tuana Öztürk       | S     | 19 luglio 2004    | Turchia              |

## Statistiche

### Statistiche di squadra
| Competizione     | Punti | In casa | In casa | In casa | In trasferta | In trasferta | In trasferta | Totale | Totale | Totale |
| Competizione     | Punti | G       | V       | P       | G            | V            | P            | G      | V      | P      |
| ---------------- | ----- | ------- | ------- | ------- | ------------ | ------------ | ------------ | ------ | ------ | ------ |
| Sultanlar Ligi   | 8     | 11      | 0       | 11      | 11           | 3            | 8            | 22     | 3      | 19     |
| Coppa di Turchia | -     | 1       | 0       | 1       | 1            | 0            | 1            | 2      | 0      | 2      |
| Totale           | -     | 12      | 0       | 12      | 12           | 3            | 9            | 24     | 3      | 21     |

G = partite giocate; V = partite vinte; P = partite perse

### Statistiche dei giocatori
| Giocatore    | Campionato | Campionato | Campionato | Campionato | Campionato | Coppa di Turchia | Coppa di Turchia | Coppa di Turchia | Coppa di Turchia | Coppa di Turchia | Totale | Totale | Totale | Totale | Totale |
| Giocatore    | P          | PT         | AV         | MV         | BV         | P                | PT               | AV               | MV               | BV               | P      | PT     | AV     | MV     | BV     |
| ------------ | ---------- | ---------- | ---------- | ---------- | ---------- | ---------------- | ---------------- | ---------------- | ---------------- | ---------------- | ------ | ------ | ------ | ------ | ------ |
| L. Akin      | 10         | 25         | 2          | 8          | 15         | -                | -                | -                | -                | -                | 10     | 25     | 2      | 8      | 15     |
| G. Akkaya    | 8          | 0          | 0          | 0          | 0          | -                | -                | -                | -                | -                | 8      | 0      | 0      | 0      | 0      |
| C. Aktaş     | 10         | 26         | 18         | 6          | 2          | 2                | 2                | 1                | 1                | 0                | 12     | 28     | 19     | 7      | 2      |
| B. Aygün     | 12         | 28         | 7          | 17         | 4          | 0                | 0                | 0                | 0                | 0                | 12     | 28     | 7      | 17     | 4      |
| Z. Batmaz    | 6          | 3          | 2          | 0          | 1          | -                | -                | -                | -                | -                | 6      | 3      | 2      | 0      | 1      |
| F. Beyaz     | 10         | 25         | 19         | 6          | 0          | 2                | 0                | 0                | 0                | 0                | 12     | 25     | 19     | 6      | 0      |
| D. Bilge     | 12         | 188        | 167        | 14         | 7          | 2                | 38               | 31               | 6                | 1                | 14     | 226    | 198    | 20     | 8      |
| Ş. Burnazlar | 7          | 4          | 3          | 1          | 0          | -                | -                | -                | -                | -                | 7      | 4      | 3      | 1      | 0      |
| B. Cansu     | 11         | 81         | 50         | 22         | 9          | -                | -                | -                | -                | -                | 11     | 81     | 50     | 22     | 9      |
| Z. Çetin     | 10         | 33         | 29         | 0          | 4          | -                | -                | -                | -                | -                | 10     | 33     | 29     | 0      | 4      |
| İ. Çor       | 12         | 8          | 4          | 0          | 4          | 2                | 0                | 0                | 0                | 0                | 14     | 8      | 4      | 0      | 4      |
| M. Dalbeler  | 11         | 0          | 0          | 0          | 0          | 2                | 0                | 0                | 0                | 0                | 13     | 0      | 0      | 0      | 0      |
| E. Erol      | 13         | 69         | 57         | 2          | 10         | 0                | 0                | 0                | 0                | 0                | 13     | 69     | 57     | 2      | 10     |
| T. Ersan     | 16         | 0          | 0          | 0          | 0          | 0                | 0                | 0                | 0                | 0                | 16     | 0      | 0      | 0      | 0      |
| A. Fırat     | 3          | 0          | 0          | 0          | 0          | -                | -                | -                | -                | -                | 3      | 0      | 0      | 0      | 0      |
| K. Karabiyik | 6          | 1          | 0          | 1          | 0          | -                | -                | -                | -                | -                | 6      | 1      | 0      | 1      | 0      |
| A. Karasoy   | 11         | 14         | 6          | 2          | 6          | 2                | 2                | 1                | 1                | 0                | 13     | 16     | 7      | 3      | 6      |
| M. Kılıç     | 13         | 70         | 60         | 6          | 4          | 2                | 21               | 19               | 2                | 0                | 15     | 91     | 79     | 8      | 4      |
| M. Özgel     | 7          | 5          | 4          | 0          | 1          | -                | -                | -                | -                | -                | 7      | 5      | 4      | 0      | 1      |
| T. Öztürk    | 11         | 23         | 16         | 0          | 7          | -                | -                | -                | -                | -                | 11     | 23     | 16     | 0      | 7      |
| G. Silen     | 8          | 11         | 5          | 2          | 4          | -                | -                | -                | -                | -                | 8      | 11     | 5      | 2      | 4      |
| E. Teksoy    | 6          | 0          | 0          | 0          | 0          | -                | -                | -                | -                | -                | 6      | 0      | 0      | 0      | 0      |
| D. Topçiçek  | 19         | 85         | 72         | 4          | 9          | 2                | 4                | 2                | 1                | 1                | 21     | 89     | 74     | 5      | 10     |
| E. Uçarı     | 10         | 21         | 17         | 0          | 4          | -                | -                | -                | -                | -                | 10     | 21     | 17     | 0      | 4      |
| F. Ural      | 11         | 107        | 98         | 3          | 6          | 2                | 5                | 5                | 0                | 0                | 13     | 112    | 103    | 3      | 6      |
| S. Zent      | 13         | 49         | 32         | 10         | 7          | 2                | 12               | 8                | 3                | 1                | 15     | 61     | 40     | 13     | 8      |

P = presenze; PT = punti totali; AV = attacchi vincenti; MV = muri vincenti; BV = battute vincenti